# Ustad Ali Maryam
Ustad Ali Maryam (Persiano: استاد علی مریم) (...) è un architetto persiano.
Egli è famoso per la progettazione di tre edifici in particolare, tutti a Kashan:
- Casa Borujerdi (1857)
- Casa Tabatabaei (1840 circa)
- Timcheh-ye Amin od-Dowleh (1863)

La parola "Ustad" significa maestro in Persiano. Il nome "Maryam" lo prese quando Ustad Ali ha costruito una bella casa per una donna dal nome "Maryam" a Kashan.
È scritto che Ustad Ali Maryam costruiva modelli degli edifici che avrebbe poi costruito.
Per la residenza Borujerdi ci solo sono voluti 18 anni di costruzione. Venne costruito per la sposa della famiglia Borujerdi, che veniva dalla famiglia benestante Tabatabaei, per i quali Ustad Ali aveva costruito una casa alcuni anni prima.
Il Timcheh-ye Amin od-Dowleh (تیمچه امین‌الدوله‎; costruito nel 1863) venne commissionato da Mirza Ali Khan, un uomo di stato influente della corte Qajara, il cui titolo era "Amin-od-dowleh" (Fidato dello Stato). Si trova nel bazar di Kashan, dove i tappeti persiani sono ancora venduti e scambiati. Ustad Ali ha anche costruito una casa e un caravanserraglio per Amin al-Dowleh.